# Bülent
Bülent  è un nome proprio di persona turco maschile e femminile.

## Varianti
- Bulent, Bulend, Bülend

## Origine e diffusione
Il nome riprende un termine di origine persiana, che significa letteralmente "alto", "potente", "elevato" o "nobile".
Il nome è diffuso perlopiù al maschile ed è raro al femminile.

## Onomastico
Il nome Bülent è adespota, quindi l'onomastico cade il 1º novembre, giorno di Ognissanti.

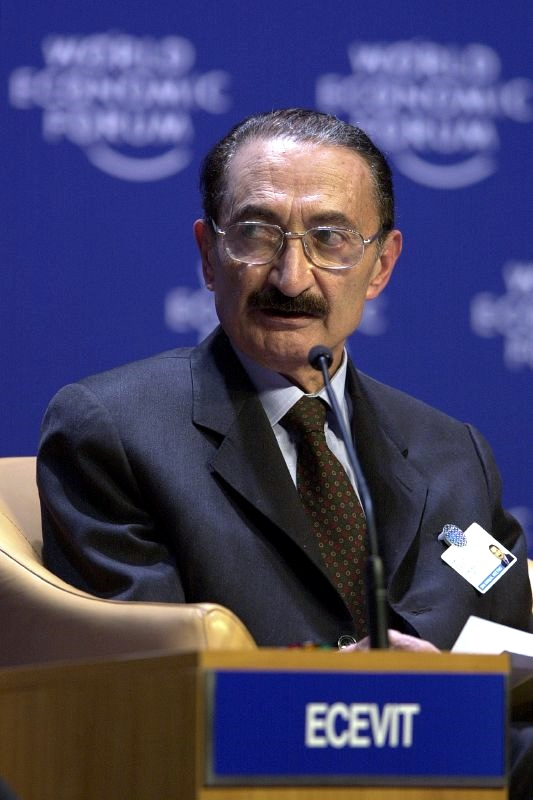
Bülent Ecevit

## Persone
- Bülent Bilgen, calciatore austriaco
- Bülent Ecevit, politico e scrittore turco
- Bülent Eken, allenatore di calcio ed ex-calciatore turco
- Bülent Korkmaz, allenatore di calcio ed ex-calciatore turco

### Varianti
- Bulend Biščević, calciatore bosniaco
- Bülend Ulusu, politico e militare turco

## Il nome nelle arti
- Bülent Uyar è un personaggio del serial televisivo turco Cherry Season - La stagione del cuore (Kiraz mevisimi), interpretato dall'attore Hakan Çimenser[5]